# Marie-Thérèse de France (1667-1672)
Pour les articles homonymes, voir Marie-Thérèse de France et Marie-Thérèse.
Marie-Thérèse de France, née le 2 janvier 1667 au château de Saint-Germain-en-Laye et morte le 1er mars 1672 au château de Saint-Germain-en-Laye, est une princesse française. Elle est le quatrième enfant du roi Louis XIV et de la reine Marie-Thérèse d'Autriche. Elle meurt des suites d'une tuberculose à l'âge de 5 ans.

## Biographie
Marie-Thérèse est le quatrième enfant et la troisième fille de Louis XIV et de sa femme la reine Marie-Thérèse d'Autriche. Fille de France en tant que fille du roi, elle est également désignée par le titre honorifique de Madame Royale en tant que fille survivante aînée du roi, ses deux sœurs aînées Anne-Élisabeth et Marie-Anne étant mortes peu après leur naissance. Elle est enfin surnommée la Petite Madame afin de la distinguer de ses tantes surnommées Madame car épouses de son oncle Philippe de France dit Monsieur : Henriette d'Angleterre (1644-1670), puis la princesse Palatine (1652-1722).
Elle a comme gouvernante Louise de Prie (1624-1709), marquise de Toucy, veuve maréchale de Lamothe. L'été 1667, la petite vérole règne partout et Louis XIV, parti pour la conquête des Pays-Bas, montre dans ses lettres à la gouvernante une tendresse inquiète pour ses enfants.
Ses parents la baptisent dans le palais du Louvre en 1668 avec pour parrain Henri-Jules de Bourbon, prince de Condé et pour marraine Marguerite de Lorraine, duchesse douairière d'Orléans. Il a été rapporté qu'elle était particulièrement adorée par ses parents et que sa mère voulait qu'elle devienne reine dans son Espagne natale.     
Durant la nuit du 1er mars 1672, vers 22 heures, Marie-Thérèse est trouvée en sueur par sa mère. Celle-ci la prend alors dans ses bras et elle meurt peu après. D'après les mémoires de Louis XIV, les derniers mots de la « petite Madame » sont : « Maman... peux plus... »[réf. nécessaire]. Vivement touché par son décès, Louis XIV décrète un deuil dans tout le royaume.
Le cœur de Marie-Thérèse est déposé dans l'église Notre-Dame du Val-de-Grâce à Paris et son corps inhumé dans la crypte des Bourbons à la basilique Saint-Denis. Pendant la Révolution, la sépulture est profanée et ses restes jetés dans une fosse commune. L'oraison funèbre de l'enfant est prononcée par Cosme Roger prêtre, général de l'ordre des Feuillants, évêque de Lombez

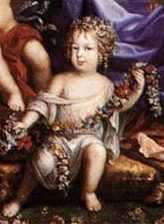
Marie-Thérèse sur le tableau de la famille royale par Jean Nocret (1670, détail)
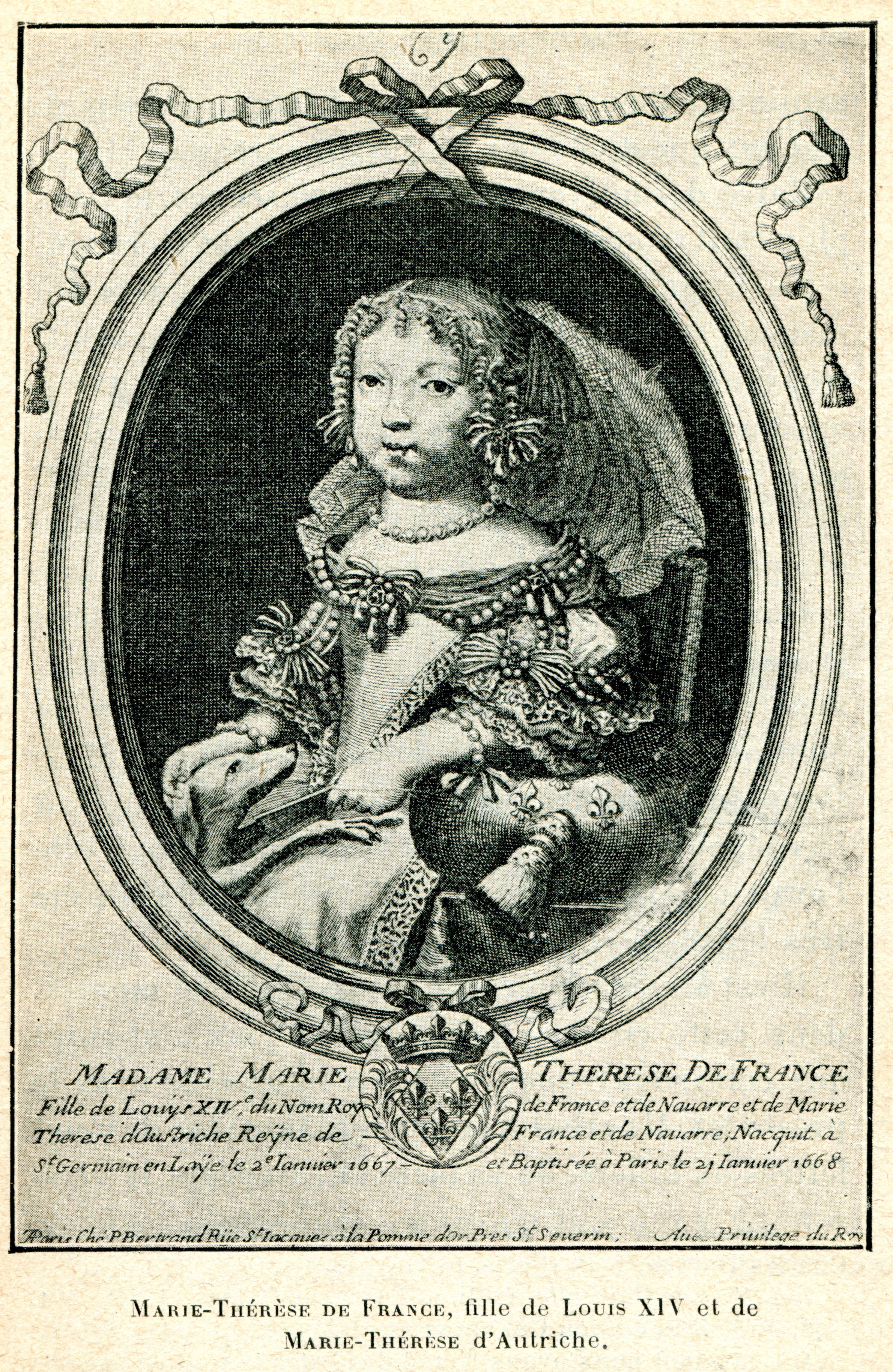
Marie-Thérèse de France (gravure)
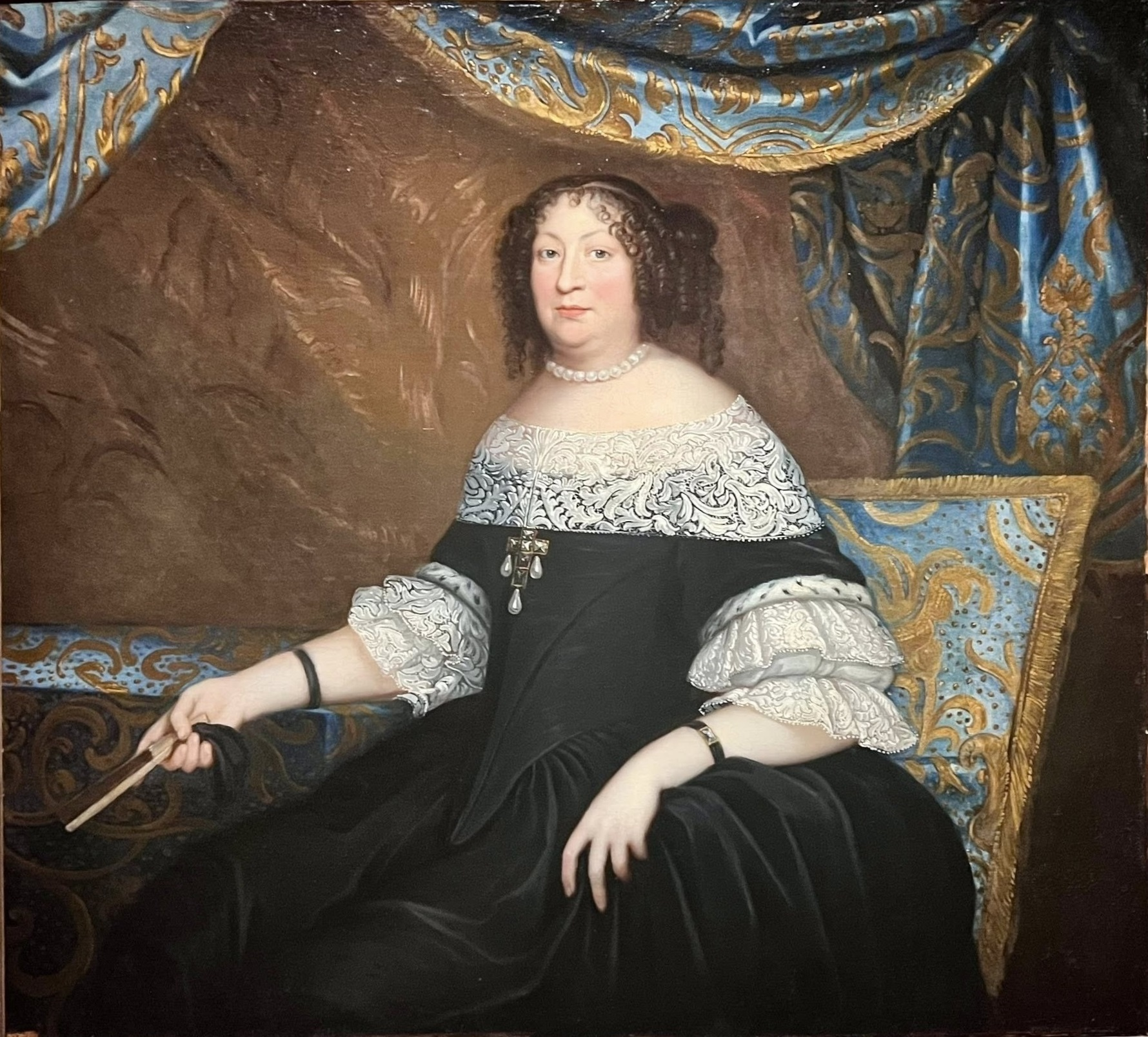
Louise de Prie, gouvernante de la princesse